# لاس يوساس
بلدية لاس يوساس (بالإسبانية: Las Llosas) هي بلدية تقع في مقاطعة جرندة التابعة لمنطقة كتالونيا شمال شرق إسبانيا.

## الديموغرافيا
بلغ عدد سكان بلدية لاس يوساس 221 نسمة عام 2011 (وفقاً للمعهد الوطني الإسباني للإحصاء).
| 269 | 275 | 260 | 261 | 238 | 234 | 221 |